# عبری (عمان)
شهرستان عبری (به عربی:  ولایة عبری ) یکی از شهرستان‌های منطقه استان ظاهره در کشور پادشاهی عمان است.
عبری یکی از قدیمیترین مناطق عمان است، ساکنان این شهرستان از دوران بسیار دور در این منطقه سکنا شده‌اند وآشیانه ساخته‌اند، در منطقه عبری چند دژ تاریخی وجود دارد که مشهورترین آن‌ها دژ عبری و دژ العرافی می‌باشد.
کتیبهٔ سر در ورودی دژ عبری نشان می‌دهد که این دژ قبل از چهار صدسال ساخته شده‌است، اما بعضی از ساکنان منطقه روایت می‌کنند که تاریخ بنای این دژ خیلی پیشینتر بوده‌است وتاریخی که بر روی سردر دژ حق شده‌است تاریخ بازسازی دژ می‌باشد. در این دژ چند واحد مسکونی وجود دارد و دژ دارای سه دروازه اصلی «بوابات» می‌باشد که به گویش محلی «صباحات» می‌نامند:
- صباح سنسلة.
- صباح لحصن.
- صباح الوسطی.

## جمعیت
جمعیت آن در حدود ۸۲۶۰۶ هزار نفر می‌باشد.

## دژ عبری
دژ عبری در وسط شهر عبری واقع می‌باشد ویک کیلومتر تابازار قدیمی این شهر فاصله دارد.
همچنین مسجد کوچکی نیز در وسط دژ وجود دارد که در آن نماز جمعه وجماعات می‌گذاردند، ودو آب‌انبار (برکه) نیز در دژ وجود دارد. هم‌اکنون این دژ تاریخی موزه ملی شده‌است.
اما دژ العرافی نیز یکی از دژهای معروف این منطقه می‌باشد و در دوران پیشین مقر حاکم ولایت عبری بوده‌است.